# Paroles (film)
Pour les articles homonymes, voir Parole (homonymie).
Pour plus de détails, voir Fiche technique et Distribution.
Paroles est un long-métrage documentaire, composé d'une série d'entretiens avec Jean Rouch, filmé par Ricardo Costa au Musée de l'Homme à Paris, entre avril et mai 1998.

## Paroles

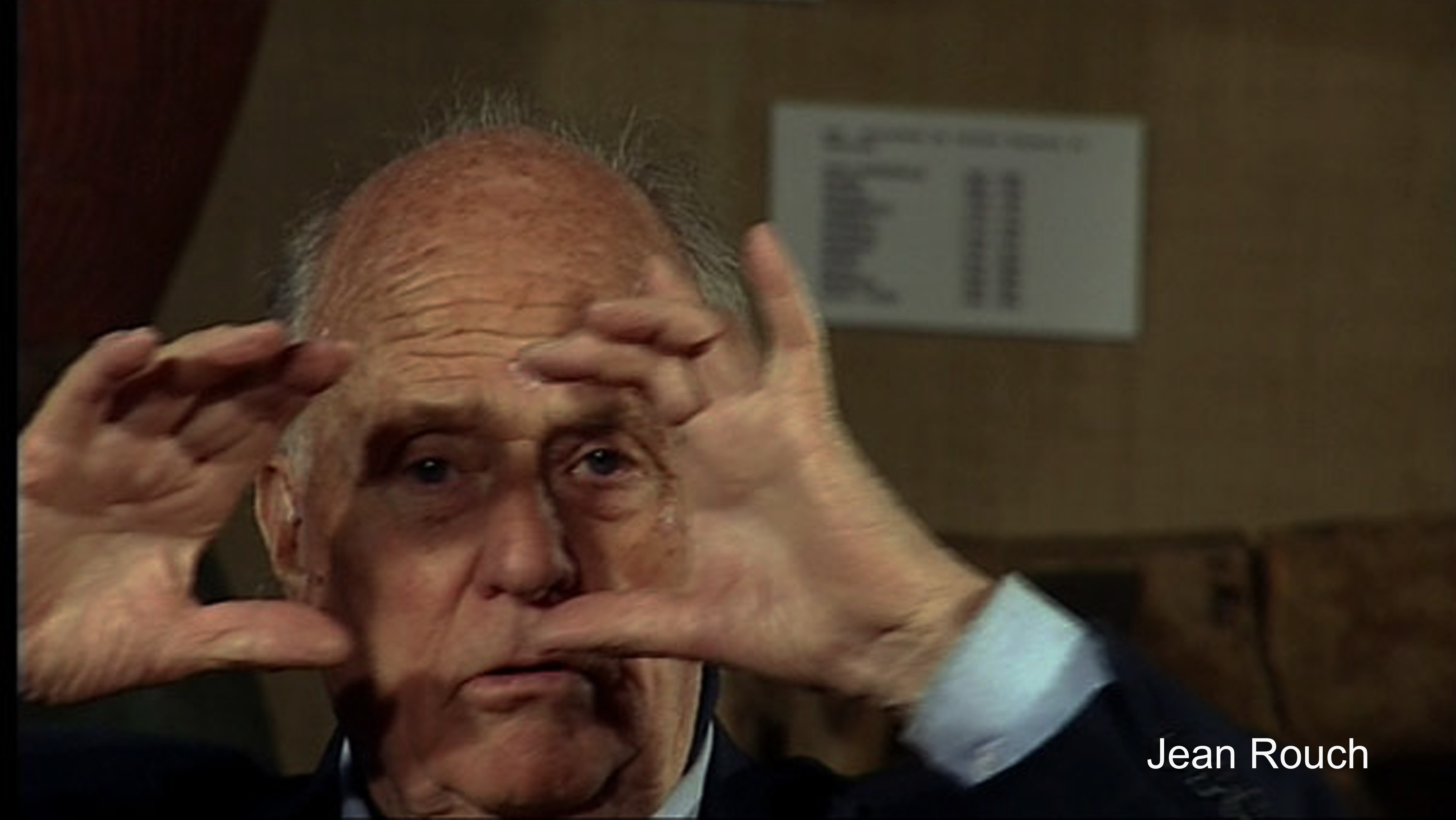
Jean Rouch dans Paroles

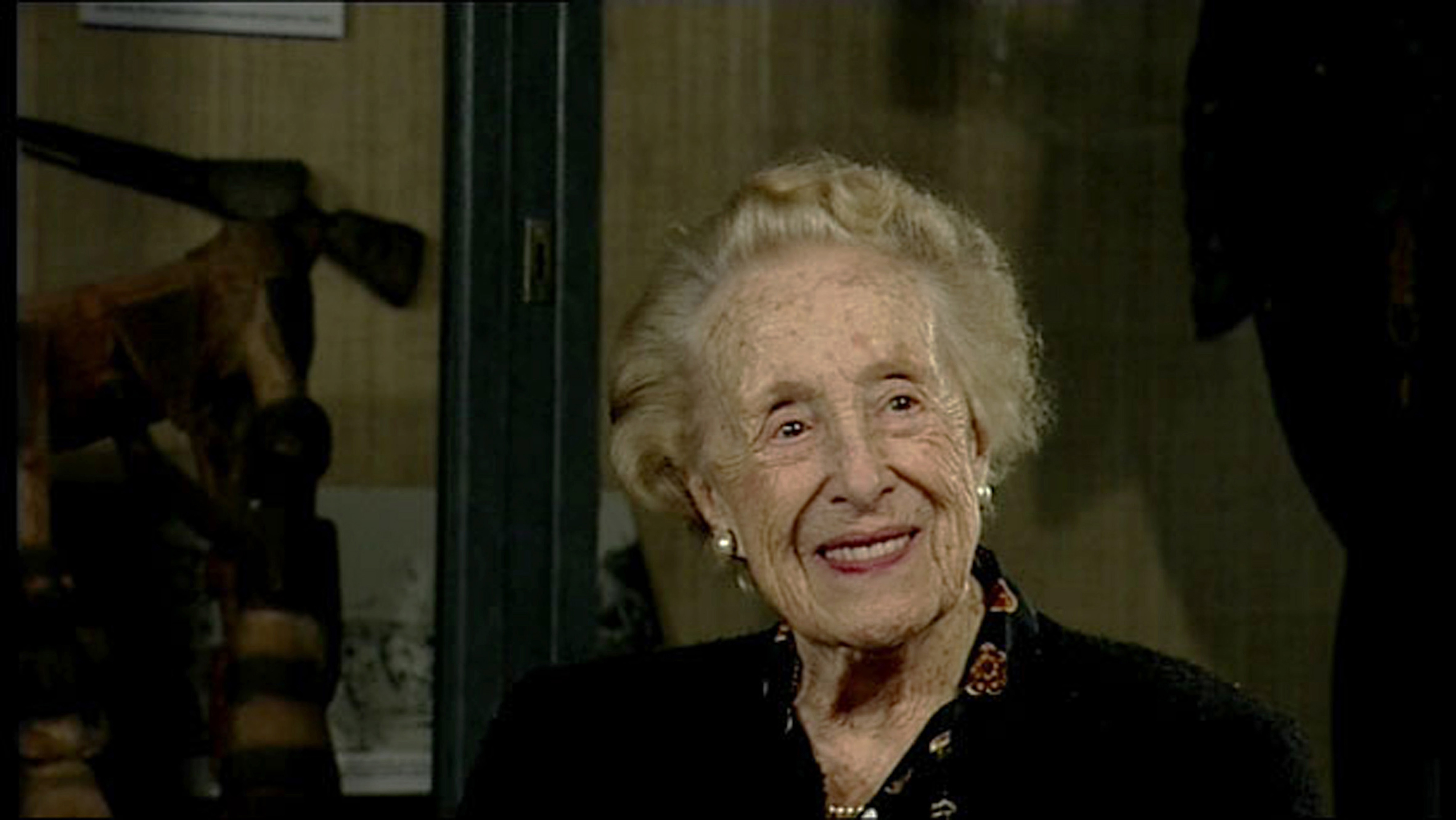
Germaine Dieterlen dans Paroles

Dans Paroles figurent, à côté de Rouch, deux personnages-clés de l'équipe du Comité du film ethnographique : Germaine Dieterlen, directrice, et Brice Ahounou,,,.

## Description
1. Le Renard
  1. Le Renard Pâle (Jean Rouch)[6],[7],[8]
  2. La Sœur jumelle (Jean Rouch avec Germaine Dieterlen)
2. Le Corps étranger (Jean Rouch, Germaine Dieterlen, Brice Ahounou)

## Version TV deParoles(Le Renard et le Corps étranger)
- mai 2006, 57 min.
- Premier montage de 1998

### Version longue
1. Masque et possession (Jean Rouch)
2. Possession et transe (Jean Rouch avec Germaine Dieterlen)
3. Afrique (Brice Ahounou sans Jean Rouch)
4. Rencontres (Jean Rouch, Germaine Dieterlen, Brice Ahounou)
5. Dérives (Jean Rouch, Germaine Dieterlen, Brice Ahounou)

## Fiche technique
- Producteur et réalisateur : Ricardo Costa
- Photographie : Mário Cabrita Gil [9]
- Caméra : Gabor Szepesi
- Son : Guillaume Sciama[10], Thomas Gastinel[11]
- Montage : Ricardo Costa avec João Brandão
- Format : vidéo numérique 16 : 9
- Collaboration à la production : Musée de l'Homme, Comité du film ethnographique

## Mythologies dansParoles
- Mythologie comparée
- The Nummo – article de en : Shannon Dorey) sur Le Maître de la parole. La religion dogon y est associée au paganisme, au christianisme, au judaïsme et aux mythologies grecque et égyptienne[12].
- The Master (Mistress) of Speech – article de Shannon Dorey sur la nature des Nommos.
- Nommo – Les génies ancestraux des eaux pour le peuple Dogon[13].
- L'Œuf cosmique – L'apparition du monde (voir deuxième partie du film de Luc de Heuch plus bas dans cet article).
- L'autre face du miroir (Jean Rouch et l'autre) – article de Ricardo Costa[14]
- La mise en scène de la parole dans le cinéma ethnographique, article de Jean Arlaud
- Dogon Restudied: A Field Evaluation of the Work of Marcel Griaule, article sur ISCTE[15]
- António Santos, peintre de rêves dans Paroles (les rites ancestraux d'initiation à l'âge adulte, à Trás-os-Montes, Portugal, ressemblent beaucoup à ceux du  pays Dogon : la chasse au renard est le climax de ce rituel. Germaine Dieterlen sousligne que le mythe du renard existe un peu partout dans le monde, y inclus le Japon)[16].
- Amma, also called Amen, the supreme creator god in the religion of the Dogon people of West Africa – article sur Britannica[17].
- The dogon story of creation – film en ligne.
- Celtic Creation in myth – film en ligne.

## Films apparentés
- Jean Rouch, le renard pâle[18] – un film de Robert Nardone[19]
- Sur les traces du renard pâle, en pays Dogon[20] – film en trois parties de Luc de Heusch sur Amis du Mali[21]